# Donnez-moi dix hommes désespérés
Pour plus de détails, voir Fiche technique et Distribution.
Donnez-moi dix hommes désespérés est un film franco-israélien réalisé par Pierre Zimmer, présenté au festival de Berlin en 1962 où il a été primé, et sorti en France en 1964.

## Synopsis
En 1946, un groupe de jeunes israélites ayant été persécutés décident de fonder le premier kibboutz en Palestine. Ils auront à surmonter de dures épreuves.

## Fiche technique
- Titre anglais : Give Me Ten Desperate Men
- Titre allemand : Gebt mir zehn verzweifelte Menschen
- Réalisation : Pierre Zimmer
- Scénario : Alain Kaminker, Pierre Zimmer
- Dates de sortie : 
  - Allemagne :  juin 1962
  - France : 30 septembre 1964
- Durée : 112 minutes
- Directeur de la photographie : André Dumaître
- Musique : Yonahan Zaraï

## Distribution
- Gila Almagor : Pat
- Pascale Audret : Sara
- Catherine Berg
- Philippe Clair
- Francis Lax
- Jacques Riberolles : David
- Maurice Sarfati : Daniel